# Cis dunedinensis
Cis dunedinensis är en skalbaggsart som beskrevs av Charles William Leng 1918. Cis dunedinensis ingår i släktet Cis och familjen trädsvampborrare. Inga underarter finns listade i Catalogue of Life.